# Duwamish

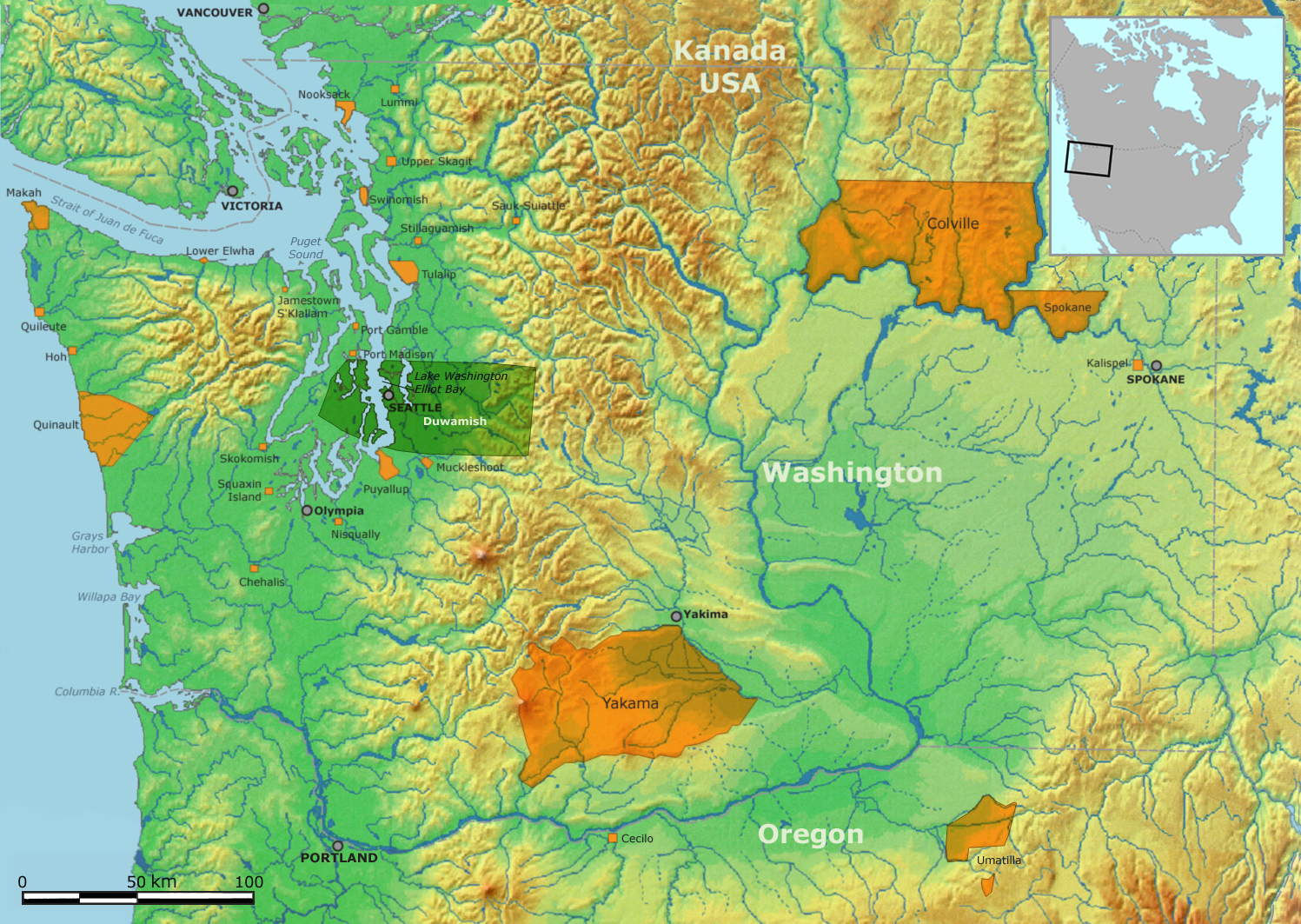
Traditionelles Stammesgebiet der Duwamish und heutige Reservationen im Nordwesten der USA (orange)

Die Duwamish sind ein im Westen des US-Bundesstaats Washington lebender indianischer Stamm. Sie sprechen einen Dialekt der südwestlichen Küsten-Salish, das Lushootseed, teilen aber auch kulturelle Merkmale mit den Stämmen des Binnenlands.
Heute gehören zu den Duwamish zwei Gruppen um die Elliott Bay und am Lake Washington. Bei der Schätzung der Mitgliederzahl des Stammes folgen die staatlichen Behörden und die Duwamish unterschiedlichen Kriterien. Für die Duwamish genügt ein Nachweis in Form einer Abstammung, für die Behörden zählen die Kriterien der Anerkennung als Stamm (tribe) und des Eintrags in ein Register. Die Duwamish gaben ihre Zahl 1991 mit 400 an, 2004 mit 500.
Der Name bedeutet „die Leute von innerhalb (der Bucht)“.

## Geschichte
Die Duwamish lebten wohl bereits seit dem Ende der letzten Eiszeit im Großraum der späteren Metropole Seattle. Fundstätten bei West Point im Discovery Park, und bei Magnola reichen bis etwa 2000 v. Chr. zurück. Spätestens seit dem 6. Jahrhundert existierten Siedlungen im heutigen Industrial District von Seattle. Um die Elliott Bay und am unteren Duwamish River befanden sich vier größere Dörfer.
Innerhalb des heutigen Stadtgebiets lassen sich 13 dauerhaft bewohnte Dörfer nachweisen. Dabei waren die Menschen um die Elliott Bay, die Duwamish, die am Black und Cedar River als „Leute des Inneren“, „des Binnenlandes“, bekannt. Die Menschen um den Lake Washington wurden hingegen als „Leute vom See“ bezeichnet.
Der Name der Stadt Seattle ist eine Verballhornung des Häuptlingsnamens si'áb Si'ahl, was so viel wie „Mann von hohem Ansehen Si'ahl“ bedeutet, woraus Chief Seattle wurde. Häuptling Seattle lebte von 1784 bis 1866.
Die Stämme, die heute zu den Duwamish zählen, stellten, wie alle Stämme der Küsten-Salish, eher eine durch Sprache, Verwandtschaft, Tradition und gemeinsame Dörfer verbundene Gruppe dar, die allerdings ausnahmsweise recht ortsfest war. Dennoch waren dadurch die Grenzen zu den Nachbarstämmen eher fließend, wie zu den Leuten vom Lake Sammamish oder den schon etwas ferner stehenden Snoqualmie. Sie alle rechneten sich zu den Suquamish. 
Ähnlich wie einige Stämme in British Columbia, die in klimatisch begünstigten Regionen ansässig waren (vor allem auf Vancouver Island), sammelten auch die Duwamish Camas, die Zwiebeln einer Agavenart, und trieben damit einen weitläufigen Handel. Auch die dazugehörigen Eichenbestände (Garry Oaks) sind noch in Restbeständen im Seward Park und im Martha Washington Park anzutreffen.
Das Renton Historical Museum bietet in kleinen Ausstellungen Einblicke in die archäologische und kulturelle Geschichte der Duwamish.
Um 1850 bewohnten die heute als Duwamish bezeichneten Stämme 17 Dörfer mit mindestens 93 Langhäusern. Die wichtigsten Dörfer lagen am Ausgang des Washington Lake und am Duwamish River.

### Erste Kontakte mit Pelzhändlern

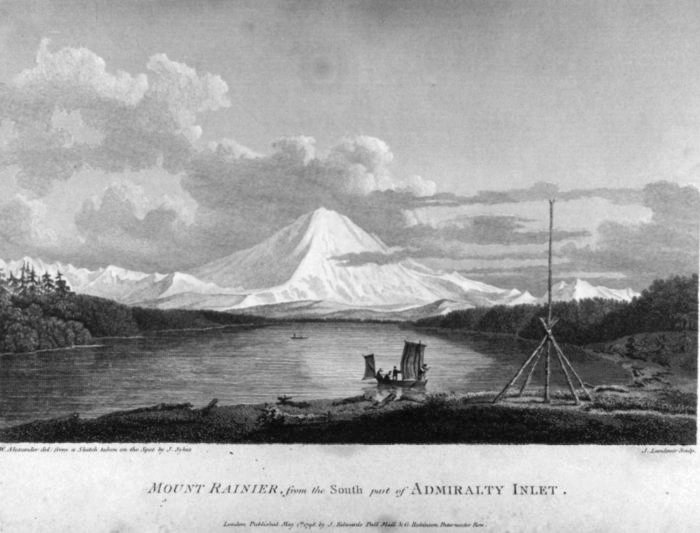
Der Mount Rainier, wie ihn der Schiffsmaler Vancouvers 1792 vom Admiralty Inlet aus festhielt

Schon der Pelzhandel des späten 18. Jahrhunderts wirkte wie ein fernes Beben, denn auch ohne direkten Kontakt veränderte sich die Ökonomie, vor allem der Handel, aber auch die Bewaffnung und die Machtverteilung im Großraum zwischen Kalifornien und Alaska. 1792 kam George Vancouver in das Gebiet des späteren Seattle. 
Mächtig gewordene Stämme aus dem Norden, wo die Pelzhändler zahlreiche Waffen gegen Pelze getauscht hatten, kamen auf der Jagd nach Sklaven in den Süden. Der östlich der Kaskadenkette lebende Stamm der Yakima raubte ebenfalls am Puget Sound und verkaufte Stammesangehörige an den Columbia River. Der Suquamish-Häuptling Kitsap führte sogar einen Kriegszug nach Vancouver Island, um die Cowichan von weiteren Angriffen abzuhalten. 
Die Hudson’s Bay Company ließ 1827 Fort Langley, 1833 Fort Nisqually beim heutigen Dupont errichten. Erste Siedlungen der Amerikaner entstanden 1851 und 1852.
Im Jahr 1850 erreichte die Ebey-Shaw-Gesellschaft Elliot Bay und wurde von Häuptling Seattle und seinem Stamm begrüßt. Er wollte mit ihnen Handel treiben. Er vereinbarte mit Dr. David Swinson Maynard, einen Laden bei seinem Dorf nahe Alki Point einzurichten. Maynard benannte die Stadt in Seattle um. Die kriegerischen Auseinandersetzungen wurden geringer, der Handel florierte, doch das änderte sich, als 1846 das Gebiet an die USA kam und vor allem mit dem neuen Gouverneur des Territoriums Washington, der am 10. Januar 1854 Seattle erreichte.

### Der Vertrag von Point Elliott
Der Vertrag von Point Elliott, der am 22. Januar 1855 geschlossen und vier Jahre später ratifiziert wurde, wurde von Häuptling Seattle (si'áb Si'ahl) und dem Gouverneur des Territoriums Washington, Isaac Ingalls Stevens, geschlossen. Doch waren nicht nur die Duwamish, sondern auch zahlreiche andere Stämme, wie die Suquamish, Snoqualmie, Snohomish, Lummi, Skagit und Swinomish beteiligt. Neben dem genannten Häuptling unterzeichneten für die Duwamish auch si'áb Ts'huahntl, Now-a-chais und Ha-seh-doo-an. Der Vertrag sicherte die lebenswichtigen Fischereirechte und Reservationen zu. So entstand die Port Madison Indian Reservation, dazu die Tulalip-, die Swinomish- und die Lummi-Reservate. Für die Skagit, die Snohomish, die Snoqualmie und die Duwamish sind jedoch nie Reservate eingerichtet worden. Sie wären sowieso im Sinne des Gouverneurs nur eine Durchgangsstation gewesen, denn sie sollten dort mit Schulen und Lehrern ausgestattet als Bauern leben, die Sklaverei sollte aufgehoben werden (die im Süden der USA bis 1865 fortbestand), sie sollten in einem langen Prozess „zivilisiert“ werden. Wenn dies erreicht sein würde, sollten die Reservate aufgeteilt werden. Stevens behauptete, es gebe nur 162 Duwamish, ob in Unkenntnis, oder um das „Problem“ zu relativieren, ist unklar. 1856 zählte man jedenfalls 356, im Jahr 1910 nur 20. Diese Zahlen sind daher nicht einmal ein Anhaltspunkt.
Die Duwamish, die ohne jede Kompensation ein Gebiet von 221,7 km² aufgeben mussten, gingen teilweise in die Port Madison Indian Reservation, einige in die Reservate der Tulalip oder in die Muckleshoot Reservation.
Manche Duwamish verließen das Gebiet oder wurden dazu gezwungen. Viele jedoch weigerten sich, wegzugehen, oder kehrten nach wenigen Monaten zurück. 1865 kam es jedoch zu einer gewaltsamen Vertreibung, 1893 brannte ein Siedler die wohl letzten acht Häuser nieder, die Bewohner flohen auf die Ballast-Insel in Seattle, und noch 1910 gingen Häuser in Flammen auf. Danach waren Indianer praktisch aus dem Stadtbild verschwunden. Es war nur ein einziges Duwamish-Dorf bei Foster, südlich von Seattle, übrig.
Bald schlug der Superintendent of Indian Affairs die Einrichtung einer Duwamish Indian Reservation entlang des White und des Green River vor. 1866 wehrten sich über 150 Siedler gegen dieses Reservat – mit Erfolg. Um Renton und Tukwila wurde nie ein Reservat eingerichtet, das Bureau of Indian Affairs zog seinen Vorschlag zurück.
Als Kamiakim, Häuptling der Yakama den Weißen den Krieg erklärte, drohte er den Duwamish, falls sie sich nicht anschlössen, sie genauso zu behandeln wie die Weißen. Am 26. Januar 1856 griffen einige Indianer die Siedlung Seattle an, doch erreichten sie wenig. Die Feindschaft zu den Siedlern verschärfte sich, und der Gouverneur setzte sogar ein Preisgeld auf die Skalps „schlechter Indianer“ aus.
Die Duwamish arbeiteten nun auf den Hopfenfeldern, doch in den 1880er-Jahren verzeichneten diese Betriebe einen wirtschaftlichen Niedergang. Die Indianer versuchten es mit der Holz- und in der Fischindustrie. Sie durften während dieser Zeiten auf Ballast Island leben.

### Der Kampf um Landrechte

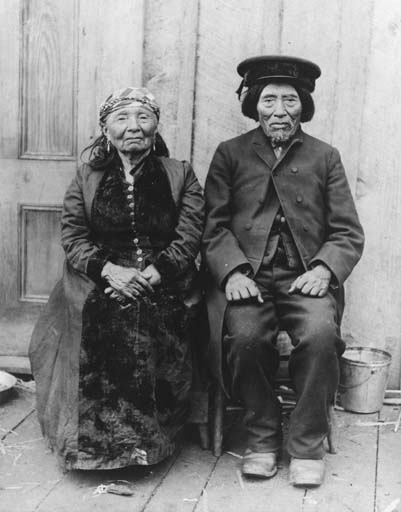
Angehörige der Duwamish (als Old Tom und Madeline bekannt), Portage Bay, Seattle, ca. 1904

Die Duwamish verloren ihr Zusammengehörigkeitsbewusstsein nie. So errichteten sie 1925 eine Verfassung und eine Binnenstruktur. Schon in den 1920er-Jahren traten sie mit der Forderung nach Anerkennung und nach Land an die Gerichte heran. So verlangten sie 900 Dollar Entschädigung für jedes der 56 zerstörten Langhäuser. 1946 klagten sie auf Anerkennung ihres Gebiets im Umfang von 54.790 Acre (Stichtag 8. März 1859). Zunächst erhielten die Duwamish 12.000 Dollar, am 20. Juli 1962 weitere 62.000. Damit lag der Preis pro Acre Land, das heute den Kern Seattles ausmacht, bei 1,35 Dollar. Der Court of Claims lehnte den Widerspruch der Duwamish 1963 ab.
Doch erst ab 1974, als durch die Boldt Decision das grundsätzliche Landrecht anerkannt wurde, das die Indianer in den USA hatten, verbesserten sich die Aussichten auf Erfolge.
Zusammen mit den Snohomish und den Steilacoom (Chillacum) klagten sie 1977 um Anerkennung – ein seit drei Jahrzehnten nicht abgeschlossenes Verfahren. Mitte der 1980er-Jahre lehnte das Bureau of Indian Affairs die Anerkennung mit der Begründung ab, der Stamm habe kein Land. Dennoch ist es inzwischen vielen Individuen gelungen, als Angehörige der Duwamish anerkannt zu werden. 1988 erhielt der Stamm Unterstützung von 72 Nachkommen der frühen Siedler, die Mitglieder der Pioneer Association of the State of Washington waren. 
Da die Duwamish nach Meinung des Distriktrichters George Boldt nicht ununterbrochen als organisierter Stamm greifbar sind – angeblich bestand eine Lücke zwischen 1915 und 1925 – sprach er ihnen 1979 auch das im Vertrag von 1855 vorgesehene Fischereirecht ab. 1996 lehnte auch das Bureau of Indian Affairs die Anerkennung ab. Obwohl der Stamm im Januar 2001 anerkannt wurde, wurde die Entscheidung bereits im Mai 2002 revidiert, weil es nach Meinung der Regierung Formfehler gab.

## Aktuelle Situation
Neben den Bemühungen um Anerkennung, Land- und Fischrechte kämpfen die Duwamish auch kulturell ums Überleben. Seit langer Zeit werden Interviews durchgeführt und die Sprache beforscht und unterrichtet. Erst seit 1906 wurden archäologische Fundstätten, allerdings nur auf staatlichem Land, unter Schutz gestellt.
Angeführt von dem Puyallup Bob Satiacum, dem Mitbegründer der United Indians, Bernie Whitebear von den Colville Confederated Tribes und anderen, besetzten Indianer im März 1970 Fort Lawton. Nach schwierigen Verhandlungen wurde der Gruppe das Land (etwa 70 Hektar) in der Nähe des Discovery Park auf 99 Jahre verpachtet. Dort entstand ab 1977 das Kulturzentrum (Indian Cultural Center).
Seit 1980 war James Rasmussen Führer der Duwamish beim Kampf um die Renaturierung des Duwamish River, wobei sie starken Rückhalt in der Stadt fanden. Die letzten acht Flusskilometer zwischen Turning Basin und Herring House Park stehen inzwischen unter Schutz. Auch die Fundstätten am unteren Duwamish sollen geschützt werden.
Im Januar 2009 konnten die Duwamish ihr neues Duwamish Longhouse and Cultural Center einweihen, das neben dem Stammesbüro einen Ausstellungsraum und eine historische Dauerausstellung beherbergt.